# Harro Schulze-Boysen
Harro Schulze-Boysen (ur. 2 września 1909 w Kilonii, zm. 22 grudnia 1942 w Berlinie-Plötzensee) – niemiecki oficer, publicysta i członek antynazistowskiego ruchu oporu.

## Życiorys
Był synem oficera marynarki Ericha Edgara Schulze i jego żony Marii Luizy Boysen, ze strony ojca spokrewniony z admirałem Alfredem von Tirpitzem. Młodość spędził w Duisburgu.
Jako uczeń gimnazjum brał udział w ruchu oporu przeciwko francuskiej okupacji Zagłębia Ruhry. Po maturze został w roku 1928 członkiem Zakonu Młodych Niemców. Czasowo należał także do Czarnego Frontu Otto Strassera.
Studiował prawo na Uniwersytecie we Freiburgu i Berlinie, studiów nie ukończył.
Rozczarowany partiami narodowymi i konserwatywnymi, które w niedostateczny sposób przeciwstawiały się narodowym socjalistom, zaczął interesować się systemem politycznym Związku Radzieckiego.
W latach 1932/33 wydawał lewicowo-liberalne czasopismo "Der Gegner".  20 kwietnia 1933 pomieszczenia redakcyjne zostały zniszczone przez SS, a samego Schulze-Boysena na kilka dni pozbawiono wolności.
Od 1934 r. był pracownikiem Ministerstwa Lotnictwa w Berlinie. Skupiał wokół siebie lewicowych antyfaszystów, poprzez Adama Kuckhoffa utrzymywał kontakt z innym opozycjonistą - Arvidem Harnackiem. Harro Schulze-Boysen spotykał się regularnie z gronem przyjaciół w kawiarni Adler, by prowadzić dyskusje na tematy polityczne. Wraz z przejęciem władzy przez nazistów Schulze-Boysen opowiadał się za zniszczeniem reżimu od środka i przeprowadzeniu rewolucji. Po ślubie w 1936 z Libertas Haas-Heye prowadził z żoną otwarty dom, gdzie odbywały się regularne spotkania w kręgu znajomych, do których oprócz Kurta Schumachera i Ody Schottmüller należeli m.in. pisarz Ernst von Salomon (1902–1972), dziennikarka Gisela von Poellnitz (1911–1939), grafik Elisabeth Schumacher (1904–1942) – siostra Kurta, aktor Werner Dissel (1912–2003), dziennikarz Walter Küchenmeister (1897–1943) czy lekarka Elfriede Paul (1900–1981). Spotkania odbywały się w szerokim gronie do 1937 roku, później zapraszano grono najbliższych przyjaciół. Grupa przygotowywała akcje przeciwko reżimowi . Od 1940 datuje się jego współpraca z sowieckim wywiadem. Informacje wojskowe przekazywał poprzez Aleksandra Korotkowa, czasowo także poprzez konsulat sowiecki w Finlandii. W 1941 r. został awansowany na stopień porucznika. W lipcu 1942 r.  gestapo zdołało odszyfrować telegram z Moskwy do Czerwonej Orkiestry w Brukseli, w którym znajdowało się jego nazwisko i adres zamieszkania. Efektem tego było aresztowanie Schulze-Boysena w dniu 31 sierpnia 1942 r. Aresztowano też  ponad 120 osób z jego grupy. Działalność grupy została zaliczona do działań Czerwonej Orkiestry – siatki szpiegowskiej działającej na terenie Europy Zachodniej i podporządkowanej wywiadowi ZSRR . 19 grudnia 1942 r. został skazany na karę śmierci i kilka dni później stracony przez powieszenie w więzieniu Berlin-Plötzensee. Jego żona, Libertas Haas-Heye, również została stracona przez nazistów.
W 1969 r. odznaczony pośmiertnie przez Związek Radziecki Orderem Czerwonego Sztandaru. W Niemczech Wschodnich uhonorowano go nazwami ulic w Magdeburgu, Berlinie i Lipsku, a także znaczkami z jego podobizną.

## Literatura
- Geertje Andresen: Schottmüller, Oda. W: Neue Deutsche Biographie [Online-Version]. T. 23. 2007, s. 503–504. (niem.).
- Geertje Andresen: Oda Schottmüller: Die Tänzerin, Bildhauerin und Nazigegnerin Oda Schottmüller (1905–1943). Lukas Verlag, 2005. ISBN 978-3-936872-58-3. [dostęp 2020-03-08]. (niem.).
- Stefan Roloff: Die Rote Kapelle. Ullstein 2002. ISBN 3-548-36669-4
- Harro Schulze-Boysen: Gegner von heute – Kampfgenossen von morgen. (pierwsze wydanie 1932); Fölbach Verlag, Koblenz 1994, 4. Auflage ISBN 3-923532-24-5.
- Elsa Boysen: Harro Schulze-Boysen – Das Bild eines Freiheitskämpfers. (pierwsze wydanie 1947), Fölbach Verlag, Koblenz 1992, ISBN 3-923532-17-2.
- Shareen Blair Brysac: Mildred Harnack und die „Rote Kapelle“. Die Geschichte einer ungewöhnlichen Frau und einer Widerstandsbewegung. Scherz-Verlag, Bern 2003, ISBN 3-502-18090-3.
- Hans Coppi junior|Hans Coppi: Harro Schulze-Boysen – Wege in den Widerstand. Fölbach Verlag, Koblenz 1995, 2. Auflage, ISBN 3-923532-28-8.
- Hans Coppi, Geertje Andresen (Hrsg.): Dieser Tod paßt zu mir. Harro Schulze-Boysen – Grenzgänger im Widerstand. Briefe 1915–1942, Aufbau Verlag, Berlin 1999, 447 stron, ISBN 3-351-02493-2,
- Alexander Bahar: Sozialrevolutionärer Nationalismus zwischen Konservativer Revolution und Sozialismus – Harro Schulze-Boysen und der GEGNER-Kreis. Fölbach Verlag, Koblenz 1992, ISBN 978-3-923532-18-6.
- Silke Kettelhake: Erzähl allen, allen von mir! Droemer Knaur, 2008, 432 stron, ISBN 3-426-27437-X (biografia żony).
- Karl Otto Paetel: Nationalbolschewismus und nationalrevolutionaere Bewegungen in Deutschland. „Der Gegnerkreis“ S.189 bis S.205, Wydawnictwo Siegfried Bublies, Schnellbach 1999, ISBN 3-926584-49-1
- Gert Rosiejka: Die Rote Kapelle. „Landesverrat“ als antifaschistischer Widerstand. – Hamburg 1986, ISBN 3-925622-16-0.